# بيير كوندي
بيير كوندي (بالفرنسية: Pierre Kunde)‏ (26 يوليو 1995 بليمبي في الكاميرون - ) هو لاعب كرة قدم كاميروني في مركز الوسط يلعب في نادي دبا الحصن. لعب مع أتلتيكو مدريد.

## روابط خارجية
- بيير كوندي على موقع إي إس بي إن إف سي (الإنجليزية)
- بيير كوندي على موقع قاعدة بيانات كرة القدم.إي يو (الإنجليزية)
- بيير كوندي على موقع ناشيونال فوتبول تيمز (الإنجليزية)
- بيير كوندي على موقع Soccerway.com (الإنجليزية)
- بيير كوندي على موقع عالم كرة القدم.نت (الإنجليزية)